# Eilean Garbh
Eilean Garbh är en halvö i Storbritannien. Den ligger i riksdelen Skottland, i den nordvästra delen av landet, 600 km nordväst om huvudstaden London. Eilean Garbh ligger på ön Isle of Gigha.